# Adrian Zenz
Adrian Zenz (1974) è un antropologo tedesco divenuto noto per le sue ricerche sul genocidio culturale degli uiguri e sui campi di rieducazione dello Xinjiang. È membro dei think-tank conservatori The Jamestown Foundation e Victims of Communism Memorial Foundation.

## Carriera
Zenz ha ottenuto un master's degree in sociologia dello sviluppo all'Università di Auckland, Nuova Zelanda, e un dottorato in antropologia sociale all'Università di Cambridge, con una tesi sull’educazione delle minoranze, opportunità di lavoro e sull'identità etnica dei giovani tibetani nella Cina occidentale.
Zenz è stato docente di metodologia della ricerca sociale alla Scuola europea di cultura e teologia di Korntal.
Zenz è consigliere sulle politiche etniche presso l'Inter-Parliamentary Alliance on China.
Nel 2017 si è unito al think-tank conservatore The Jamestown Foundation, per il quale ha pubblicato articoli aspramente criticati dal tabloid controllato dal Partito Comunista Cinese Global Times.
Nel 2020 è diventato un membro senior in sinologia della Victims of Communism Memorial Foundation, organizzazione anticomunista no-profit statunitense. Nello stesso anno, fonda e dirige il gruppo di ricerca sugli Uiguri presso il New Lines Institute.

## Ricerche

### Tibet
Zenz è l'autore di 'Tibetanness' Under Threat?, uno studio sul moderno sistema educativo tibetano dove esamina le prospettive di carriera degli studenti che si specializzano in studi in lingua tibetana, temendo l'idea che il maggior valore di mercato dell'istruzione in lingua cinese possa minacciare la sopravvivenza etnoculturale tibetana.

### Xinjiang
Nel 2016 iniziò ad interessarsi allo Xinjiang con un articolo sul sistema di sorveglianza e sicurezza dello Xinjiang, ma con lo scoppio della guerra commerciale tra Cina e Stati Uniti d'America nel 2018 e le accuse anti-cinesi dell'ex segretario di stato Mike Pompeo, Zenz raggiunse la notorietà pubblicando nuovi articoli sulla regione cinese. In un'intervista al The Wall Street Journal, Adrian Zenz affermò di sentirsi guidato da Dio in una missione o ministero per cambiare le sorti dello Xinjiang.
Più volte la Cina ha accusato Adrian Zenz di aver redatto rapporti privi di credibilità e integrità accademica. Il 9 marzo 2021, aziende e cittadini dello Xinjiang hanno citato in giudizio Adrian Zenz per la diffamazione che ha causato perdite economiche nella regione. Il 22 marzo dello stesso anno, la Cina ha incluso Zenz tra le persone e gli enti sotto sanzioni economiche in risposta alle sanzioni dell'Unione Europea.

#### Campi di rieducazione
Nel 2018, Adrian Zenz pubblicò su Central Asian Survey e per la Jamestown Foundation un rapporto riguardante la rieducazione degli Uiguri, stimando la detenzione di un milione di persone. Zenz afferma nel rapporto che non vi è alcuna certezza sul numero dei detenuti ma è "ragionevole speculare" tra le centinaia di migliaia e poco più di un milione".
Secondo Jessica Blake, editrice di China Files e membro del Mercator Institute for China Studies, il sinologo basò le proprie stime su un singolo rapporto rilanciato da Newsweek Japan ma pubblicato originariamente dalla Istiqlal TV, un'organizzazione mediatica di separatisti uiguri in esilio in Turchia che ospita estremisti dell’organizzazione terroristica del Partito Islamico del Turkestan.
Zenz afferma nell'articolo che i numeri del rapporto sono insufficienti, poiché sono assenti i centri più popolati. Blake propone di calcolare quante persone in più nei centri abitati mancanti assumendo lo stesso tasso di detenzione in tutto lo Xinjiang e utilizzando i dati della popolazione locale per calcolare una stima per le aree mancanti. Zenz usa invece fonti provenienti da articoli di Radio Free Asia, un'emittente pubblica statunitense, e presume che i tassi di detenzione variano a livello locale a seconda della percentuale di minoranze etniche rispetto a quella maggioritaria Han, sostenendo quindi che le aree con popolazioni a maggioranza Han vedono detenuta una percentuale minore delle loro minoranze etniche. Inoltre, per considerare tali differenze nella popolazione e delle probabili differenze nei tassi di detenzione, Zenz considera solo un sottoinsieme dei dati trapelati: 27 contee in cui la stragrande maggioranza della popolazione è di etnia uigura, kazaka e kirghisa. I dati mostrato che 693 273 persone sono state detenute in queste contee, su un totale di 4,45 milioni di adulti uiguri, kazaki e kirghisi di età compresa tra 20 e 79 anni, con un tasso di detenzione del 12,3%. Secondo Blake, Zenz ha arrotondato per difetto per raggiungere un tasso medio di detenzione del 10% nelle aree più popolate da minoranze, e per stimare un tasso di detenzione per le aree a maggioranza Han ha poi dimezzato la stima del 10%, cercando di offrire una stima prudente. Applicando questi tassi di detenzione approssimativi alle città e alle contee dell'intera regione, Zenz scrive che "sebbene non vi sia certezza, è ragionevole speculare che il numero totale di detenuti possa oscillare tra alcune centinaia di migliaia e poco più di un milione." "la cifra totale degli internamenti per la rieducazione dello Xinjiang può essere stimata in poco più di un milione".

#### Lista Karakax

Bandiera del Partito Islamico del Turkestan.

Nel 2020, Adrian Zenz pubblicò per il Journal of Political Risk la lista Karakax, dal nome dell'omonima contea nella prefettura di Hotan, come un documento ufficiale in grado di provare che "Pechino sta attivamente perseguitando e punendo le normali pratiche dei credi religiosi tradizionali". Durante la conferenza stampa del 23 febbraio 2020, il capo della contea e uiguro Mehmut Wumrjang ha affermato che "il rapporto è pieno di ipotesi soggettive messe insieme da un pio desiderio, e quindi non possono essere scrutinate in quanto non conformi ai fatti", sostenendo inoltre che la lista era stata creata in collusione con le forze separatiste del Turkestan orientale.
Zenz affermò che tutte le 311 persone della lista provengono da Karakax, hanno parenti all'estero e sono state detenute nei centri vocazionali. Secondo il tabloid cinese Global Times, solo pochi individui nella lista sono stati inviati nei centri vocazionali, mentre gli altri hanno sempre condotto una vita normale. Mehmut ha ribadito che nei centri vengono inviati solo le persone influenzate dall'estremismo religioso o colpevoli di reati minori, che nessuno della lista è mai stato inviato nei centri vocazionali e che solo 19 persone avevano parenti all'estero. Mehmut affermò inoltre che "la maggior parte delle 311 persone presenti sulla 'Lista Karakax' sono residenti del quartiere di Bositan" a Kashgar. Global Times ha inoltre intervistato due delle persone presenti nella lista e ha affermato che gran parte delle informazioni non combaciavano con quelle reali.
Nel rapporto, Zenz affermò che alcune persone erano state inviate nei campi vocazionali per aver viaggiato all'estero, parlato con persone straniere, venduto le loro proprietà per poi lasciare il paese o addirittura per aver visitato siti internet stranieri. Il vicecapo del Dipartimento di pubblica sicurezza dello Xinjiang Yalikun Yakuf rispose in una conferenza stampa che alcune persone malintenzionate in occidente, come Zenz, avevano mischiato fatti normali (es. i viaggi all'estero) con atti criminali per screditare gli sforzi anti-terroristi e di deradicalizzazione. Dopo alcune indagini, Yalikun affermò che molti dei viaggi all'estero non venivano fatti per turismo ma per unirsi a cellule jihadiste e poi ritornare nello Xinjiang con l'obiettivo di compiere attentati terroristici. Alcune chiamate internazionali dallo Xinjiang si rivelarono essere contati con terroristi ed estremisti per progettare attacchi nella regione, e molte persone che avevano venduto le loro proprietà e lasciato la Cina erano in realtà partite per unirsi all'ISIS attraversando illegalmente i confini. Per quanto riguarda la consultazione di siti web stranieri, furono indagati soltanto quelli che si collegavano a portali illegali di reclutamento o propaganda jihadista. Per i cittadini che lasciano il paese o visitano siti internet stranieri per scopi normali e pacifici, non sono previste alcune restrizioni né contromisure.
Nel rapporto, si presume che il 25,3% delle persone nei campi sia dovuto al credo religioso, ma il portavoce dell'ufficio d'informazione del governo regionale dello Xinjiang, Ilijang Anayt affermò che non vi è mai stata una sorveglianza sulla popolazione che si reca nelle moschee, la frequenza delle loro visite o sul loro digiuno durante il ramadan.

#### Sterilizzazioni di massa
Nel 2020, Zenz pubblicò un nuovo articolo per la Jamestown Foundation nel quale accusò il governo cinese di attuare un genocidio e "controllo obbligatorio delle nascite" contro gli Uiguri e altre minoranze dello Xinjiang. Il lavoro di Zenz venne inoltre ripreso dalla Associated Press e fu citato pubblicamente anche da Mike Pompeo. Secondo l'Istituto dei diritti umani della Southwest University of Political Science and Law (SWUPL), sin dalla copertina del rapporto sono presenti immagini tratte da articoli di quotidiani online e siti internet cinesi che rimandano a semplici esami obiettivi gratuiti per monitorare lo stato di salute della popolazione, e tali fotografie sono state decontestualizzate per alludere ad un controllo di massa degli Uiguri.
Zenz accusa la Cina di compiere un genocidio contro gli Uiguri per la campagna di prevenzione delle nascite in base ai criteri stabiliti da una Convenzione ONU sulla prevenzione e punizione del crimine di genocidio, citando la sezione D dell'articolo II. Secondo il sito di giornalismo investigativo indipendente The Gray Zone, lo stesso articolo della Convenzione afferma che uno degli atti elencati nello stesso deve essere compiuto "con l'intento di distruggere, in tutto o in parte, un gruppo nazionale, etnico, razziale o religioso", e la sola prevenzione delle nascite non può essere una prova di genocidio senza aver comprovato l'intento da parte della Cina di annientare l'etnia uigura. Inoltre, gli avvocati del Dipartimento di Stato USA hanno affermato che "non ci sono prove consistenti a favore del genocidio in Cina".
Nel suo rapporto, Zenz affermò che "la crescita naturale della popolazione dello Xinjiang è diminuita drammaticamente tra il 2015 e il 2018", e che nel 2018 il tasso di crescita della popolazione di Hotan e Kashgar era solo del 2,58‰. Lin Fangfei, professoressa alla Scuola di politica e pubblica amministrazione dell'Università dello Xinjiang, riporta in una sua ricerca in risposta a quella di Zenz che secondo l'Annuario statistico dello Xinjiang del 2019, il tasso naturale di crescita della popolazione a Kashgar era del 6,93‰ e del 2,96‰ a Hotan. Lin afferma che Zenz non indica la fonte precisa dei dati quando si riferisce ai tassi naturali di crescita a Hotan e Kashgar, e dubita della loro attendibilità.
Secondo i dati raccolti dall'Istituto nazionale di statistica della Cina, nello Xinjiang la popolazione totale, delle minoranze etniche e della popolazione uigura sono cresciute in maniera costante e continua tra il 2010 e il 2018: il numero totale di residenti è aumentato del 13,99%, le minoranze sono aumentate del 22,14% e si è avuto un incremento della popolazione uigura nello Xinjiang del 25,04% contro il 2% dell'etnia Han. Lin fa notare che il tasso di crescita naturale della popolazione nello Xinjiang è sì diminuito sin dal 2015, ma non in modo netto e drammatico secondo quanto riferito da Zenz. Nel 2018, il tasso di crescita generale della popolazione nello Xinjiang era del 6,13‰, superiore alla media nazionale del 3,81‰, e Lin attribuisce il calo della crescita alla disponibilità alla fertilità da parte delle donne appartenenti alle minoranze etniche, affermando che ciò riflette gli sforzi del governo cinese nella promozione della protezione dei diritti di donne e bambini sul lungo periodo.
Zenz sostiene che il calo è dovuto a politiche di controllo obbligatorio delle nascite, ma Lin riporta che i "Regolamenti sulla pianificazione della popolazione e delle famiglie nella Regione Autonoma Uigura in Xinjiang", rivisto nel 2017, affermano che nella regione è concesso ad una coppia urbana di avere due figli e nelle aree rurali un massimo di tre.
Secondo Zenz, la Prefettura autonoma kirghisa di Kizilsu aveva posto come obiettivo per il 2020 un tasso di crescita della popolazione pari al 1,05‰, citando il bilancio dipartimentale del 2020 della Commissione della sanità della prefettura fornendo anche il collegamento ipertestuale al documento. Secondo Lin, i dati forniti da Zenz sono stati completamente falsificati, perché nel rapporto originale viene indicato chiaramente che l'obiettivo del tasso di crescita della popolazione era del 1,05% ovvero del 10,5‰. Tale valore non è diversi dal tasso di crescita naturale della prefettura dell'11,45%.
Zenz afferma inoltre che nel 2018 la prefettura di Kizilsu aveva fatto un annuncio nel quale si faceva un esplicito collegamento tra "chirurgia gratuita per il controllo delle nascite" e e la sterilizzazione di massa della popolazione. Secondo la SWUPL, i contenuti citati provengono dal "Sommario dell'alleviamento della povertà e dello sviluppo nella prima metà del 2018" emesso dalla prefettura di Kizilsu, e non hanno alcuna correlazione con le situazioni descritte nel rapporto di Zenz.

Nel rapporto, Zenz affermò che le donne delle minoranze etniche che avevano violato le politiche di pianificazione familiare sarebbero state imprigionate nei centri di educazione vocazione e di addestramento, allegando documenti ufficiali del governo dello Xinjiang (ritenuti come prove dell'autenticità della lista Karakax). Lin sostiene che i documenti citati da Zenz non contengono alcuna prova a favore della tesi del sinologo tedesco, ma enfatizzano il fatto che il lavoro di pianificazione della famiglia deve essere svolto secondo le leggi nazionali e i regolamenti locali. Il libro bianco Vocational Education and Training in Xinjiang pubblicato nell'agosto 2019 dall'Ufficio d'informazione del Consiglio di Stato Cinese, afferma che il lavoro di istruzione vocazionale nello Xinjiang mira a "prevenire la crescita e la diffusione del terrorismo e dell'estremismo religioso, frenando efficacemente i frequenti incidenti terroristici e proteggendo i diritti alla vita, alla salute e allo sviluppo delle persone di tutti i gruppi etnici. Il capitolo VI della "legge sulla pianificazione della popolazione e della famiglia della Repubblica Popolare Cinese" prevede solo pene pecuniarie contro chi viola tale legge. Il sito ufficiale del governo dello Xinjiang presenta una politica dettagliata sull'interpretazione della legge sulla pianificazione familiare nella regione, prevedendo un pagamento a rate per coloro che sono momentaneamente impossibilitati a pagare la sanzione a causa di difficoltà economiche. Lin accusa Zenz di aver creato deliberatamente una connessione inesistente tra la creazione dei campi vocazionali e la violazione delle leggi sulla pianificazione nel tentativi di attaccare le politiche cinesi e "negare le conquiste dell'educazione vocazionale e del lavoro di addestramento all'interno della lotta al terrorismo".

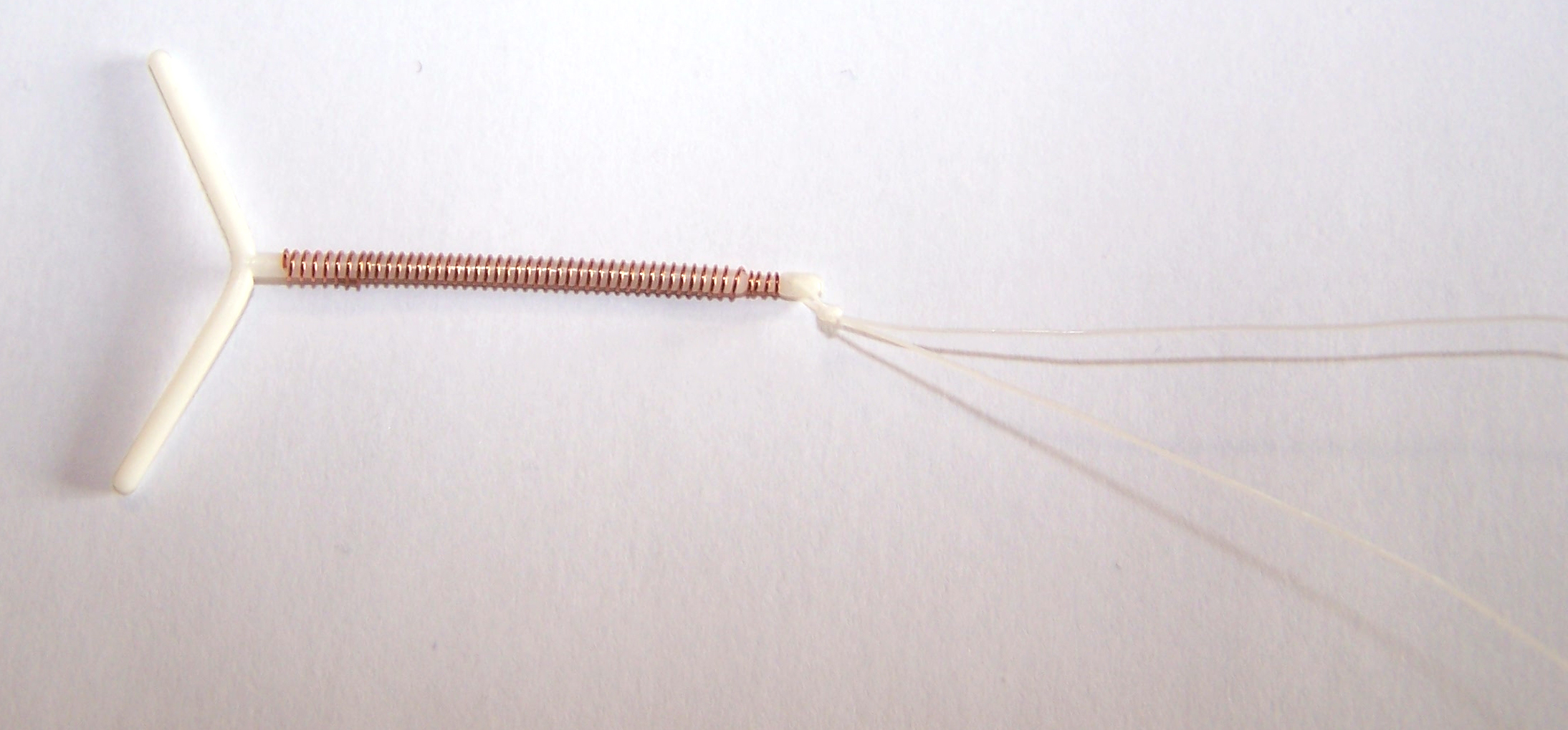
Una spirale intrauterina con filamenti di rame.

Sempre secondo Zenz, nel 2018 l'80% delle operazioni reversibili di inserimento di spirali intrauterine (IUD) in Cina è stato effettuato nello Xinjiang costringendo le donne a sottoporvisi. Lin afferma che, secondo il China Health Statistics Yearbook 2019 pubblicato dalla Commissione Nazionale di Sanità della RPC, il numero di nuove operazioni d'inserimento delle spirali nel 2018 era di 328 475 nello Xinjiang e di 3 774 318 a livello nazionale: di conseguenza, la percentuale di operazioni nello Xinjiang è stato solo dell'8,7%. Secondo Lin, un'altra prova della manipolazione dei dati da parte di Zenz riguarda il periodo 2015-2018, nel quale non vi sono fluttuazioni particolari ma è presente invece un calo di nuovi inserimenti di dispositivi IUD.
Nella ricerca di Zenz sono inserite immagini di spirali intrauterine che, secondo la SWUPL, sono tratte da articoli di divulgazione scientifica ma attribuite a rapporti ufficiali.
Nel suo rapporto, Zenz afferma che il governo cinese ha attuato un controllo obbligatorio delle nascite sulle donne uigure che avevano solo un bambino. Zenz allega una tabella che registra i numeri di controlli del IUD per le donne divisi per quartiere in un distretto della Contea di Peyziwat, criticando le "eccessive" e frequenti ispezioni sulle donne appartenenti a minoranze etniche. Dopo, Zenz prende tale tabella come prova delle sterilizzazioni forzate di donne anche con un solo figlio.
Lin sostiene invece che per legge le donne hanno il diritto di scegliere liberamente se utilizzare metodi contraccettivi e quali, affermando che la decisione delle Uigure di sottoporsi alle operazioni IUD è dovuta alla loro volontà e alla maggior conoscenza riguardo ai metodi contraccettivi. Lin accusa Zenz di aver giunto alla conclusione della "sterilizzazione forzata" basandosi soltanto sulla pura speculazione e senza fornire prove palesi della costrizione di donne. Per quanto riguarda i controlli, Lin afferma che sono necessari per verificare il corretto posizionamento della spirale, e che il governo cinese garantisce esami ginecologici regolari e gratuiti in modo da ridurre o prevenire il rischio di malattie ginecologiche.
Zenz afferma che le percentuali di donne tra i 18 e i 49 vedove o in menopausa erano duplicate dopo la presunta campagna di internamento nella Contea di Kuqa. Secondo il sinologo, alle donne i cui mariti erano morti nei "campi d'internamento" o erano detenute nei campi vocazionali era stato iniettato a forza il depo-provera, un ormone anti-concezionale dagli effetti reversibili. Zenz accusa quindi il governo cinese di aver provocato la menopausa o l'infertilità nelle donne uigure. Lin afferma invece che accademici, giornalisti e diplomatici hanno visitato i campi e hanno apprezzato il rispetto riservato ai detenuti. Inoltre, fa notare che le fonti di Zenz sono un suo articolo precedente e una tabella attribuita al sesto censimento nazionale della popolazione ma introvabile nel documento ufficiale.
Secondo Zenz, nel 2018 il tasso naturale di crescita della popolazione Han nel distretto residenziale di Gulbagh a Hotan era circa otto volte superiore a quello della popolazione uigura, asserendo che Pechino stia conducendo una campagna di "colonizzazione" Han. Lin afferma che Zenz distorce la realtà perché non indica la fonte dei dati sul tasso naturale di crescita della popolazione nella località citata, rendendo impossibile la verifica dell'autenticità della fonte. Inoltre, secondo Lin, diversi fattori possono provocare un cambiamento significativo del tasso naturale di crescita della popolazione di un determinato distretto, come per esempio l'influsso di nuove coppie dovuto alla ristrutturazione urbana o un trasloco. Lin accusa Zenz di aver violato i principi basilari della statistica, perché la variazione in un solo distretto e in un ridotto lasso di tempo è inadeguato per riflettere il cambiamento complessivo in un'intera contea o città. Zenz ha liquidato il rapporto di LIn Fangei ritenendolo un "pezzo sofisticato di propaganda" e ripetendo le proprie tesi espresse nella sua ricerca per Jamestown Foundation.
Secondo Zenz, un gran numero di persone di etnia han si è riversata nella regione con la promessa di stipendi alti, case gratuite e altri sussidi. Nel rapporto allega una foto di "case per ospitare gli immigrati han nella città di Wujiaqu, a nord di Ürümqi", ma secondo la SWUPL l'immagine è tratta da una brochure della "Rete di ricerca di lavoro per matricole" dove veniva pubblicizzato il reclutamento aperto a tutti i cittadini per il 50º Reggimento della 3ª Divisione dei Corpi di produzione e costruzione dello Xinjiang. Inoltre, il governo cinese aveva offerto un programma per inviare specialisti nelle zone più remote e sottosviluppate della Cina per favorire lo sviluppo delle stesse.
Zenz cita nel rapporto un articolo del 7 novembre 2019 pubblicato dal Washington Post, dove si affermava che la cittadina uigura Zumrat Dawut era stata "inviata a forza in un centro di insegnamento e addestramento", ma il fratello Abdul Heili Dawut aveva pubblicato il 13 ottobre 2019 un video nel quale accusava la sorella di mentire. Sono menzionati articoli della Associated Press e del Nikkei Asia Review secondo cui la uigura Mihrigul Tursun è stata imprigionata, sottoposta a iniezioni e assunzioni di "farmaci sconosciuti" ed infine a sterilizzazione. Secondo quanto riferito dal portavoce del Ministero degli esteri cinese, Mihirigul aveva lasciato la Cina nel 2012, ottenuto la residenza in Egitto nel 2015 e tre anni dopo rinunciò alla cittadinanza cinese a favore di quella egiziana. Il 21 aprile 2017 Mihirgul era stata presa in custodia dall'ufficio di sicurezza della contea di Qiemo per presunto incitamento all'odio etnico e alla discriminazione, e nel momento del fermo fu trovata con una malattia infettiva. Mihirgul fu liberata dopo venti giorni e lasciò la Cina, senza mai esser imprigionata né inviata nei campi vocazionali.

## Critiche e controversie
Mechthild Leutner, sinologa emerita dell'Università libera di Berlino ed ex capo dell'Istituto Confucio di Berlino, ha criticato in un commento su Der Tagesspiegel il 19 febbraio 2020 il fatto che persone come Zenz, appartenenti a "istituzioni educative evangeliche marginali", sarebbero citati nei media al posto dei sinologi. Secondo Leutner, questo porta a una mancanza di analisi differenziate della Cina nei media. Leutner, invitata dal gruppo parlamentare Die Linke alla 66ª riunione della commissione per i diritti umani e gli aiuti umanitari nel Bundestag tedesco nel novembre 2011, ha classificato i campi di internamento nell'ambito delle “misure preventive contro l'estremismo” con programmi “per combattere la povertà”, “per qualifiche professionali” e “creare posti di lavoro”. Queste misure includevano anche l'istituzione di "centri" per persone che possono essere coinvolte in attività "terroristiche", "separatiste" o "religiose". Per alcuni dei campi di internamento nello Xinjiang, Leutner ha usato il termine "centri di formazione professionale" e ha descritto un'altra parte dei campi di internamento con le sue stesse parole come "centri di deradicalizzazione creati nel 2017 e nel 2018" e "sciolti di nuovo nel 2019”.
In un emendamento presentato da Clare Daly e Mick Wallace del gruppo GUE/NGL al Parlamento europeo il 16 dicembre 2020, in relazione al suo lavoro sulle accuse di lavoro forzato contro gli uiguri, si dice che Zenz sia un fondamentalista cristiano evangelico guidato da Dio in una missione contro la Cina, e i rapporti dell'Australian Strategic Policy Institute (ASPI) e del Center for Strategic and International Studies (CSIS) che trattano il tema del lavoro forzato degli uiguri sono ritenuti “infondati”. In un altro emendamento presentato da Daly e Wallace, chiedono "all'Ue e agli Stati membri di non intraprendere una guerra fredda contro la Cina". Nella versione adottata della risoluzione congiunta del Parlamento Ue del 17 dicembre 2020 sul lavoro forzato e la situazione degli uiguri nello Xinjiang, questi emendamenti presentati da Daly e Wallace non sono stati presi in considerazione. Invece, il paragrafo 1 della risoluzione “condanna fermamente il sistema statale del lavoro forzato, in base al quale uiguri, l'etnia kazaka e kirghisa e altre minoranze musulmane in particolare vengono sfruttate nelle fabbriche sia all'interno che all'esterno dei campi di internamento nello Xinjiang”.
In un articolo pubblicato per taz.de il 23 settembre 2020, il corrispondente dalla Cina Fabian Kretschmer ha descritto Zenz come "controverso" perché i media statali cinesi lo avrebbero accusato del "suo background evangelico radicale" e hanno affermato che Zenz non fosse stato per un periodo di oltre dieci anni in Cina. Il fatto che Zenz lavori per il think tank conservatore di destra "Victims of Communism Memorial Foundation", che ha "stretti legami con la CIA", lo fa apparire in una "luce dubbia". D'altra parte, afferma ulteriormente Kretschmer, Zenz basa la sua ricerca principalmente su documenti e pubblicazioni sui social media cinesi, i siti delle autorità cinesi e dei governi locali che provengono direttamente dallo stato cinese, e la sua ricerca continua ad essere "scientificamente sostenibile" anche se "viene strumentalizzata dal governo degli Stati Uniti per la sua dura politica anti-cinese”.
In un articolo del quotidiano Neues Deutschland è stato affermato che un rapporto del Newlines Institute for Strategy and Policy Studies pubblicato nel marzo 2021 consiste in una "serie di informazioni secondarie e dichiarazioni non verificate di uiguri che vivono all'estero" ed è stato "in ultima analisi basato sulle ricerche su Internet dell'antropologo Adrian Zenz".
L'avvocato e giornalista Ajith Singh ha accusato Zenz di non aver pubblicato i suoi rapporti su riviste con revisione paritaria, affidandosi invece alla Jamestown Foundation e al The Journal of Political Risk diretto da ex agenti NATO e della National Security statunitense. Singh dichiara che invece di condurre una revisione approfondita e completa delle "prove disponibili", Zenz ha limitato la sua indagine a una gamma ristretta di ricerche non affidabili insieme ai rapporti dei fronti di lobbying sostenuti dal governo degli Stati Uniti per il movimento separatista uiguro in esilio.
Il professore di studi orientali dell'Università dell'Oklahoma Joshua Landis ha accusato Zenz in un tweet descrivendolo come un "abusatore di dati" e un "ideologo di estrema destra". In risposta, Zenz ha affermato di volergli fare causa per difendere il proprio lavoro.

### Fanatismo religioso e antisemitismo
Nel libro Worthy to Escape: Why All Believers Will Not Be Raptured Before the Tribulation, e scritto per "volere divino" con Marlon Sias, Zenz considerò l'uguaglianza di genere come uno strumento di Satana per attaccare Dio, e di conseguenza da condannare:
Nello stesso libro, Zenz affermò che le leggi contro la discriminazione LGBT costituiscono un attacco alla Cristianità. Secondo Zenz, l'influenza del filosofo francese Michel Foucault sull'accettazione dell'omosessualità è stata parte di un piano dei "quattro imperi della bestia", descritti nel Libro di Daniele come precedenti alla fine dei tempi e che secondo il teologo tedesco corrispondono a Regno Unito, Russia/URSS, Francia e Germania. Zenz scrisse inoltre che Dio avrebbe riservato agli ebrei "una fornace ardente".
In una conferenza di Adrian Zenz al Campidoglio nel dicembre 2019, il giornalista Max Blumenthal chiese a Zenz se fosse veramente il co-autore di Whorthy to Escape e delle affermazioni fatte nel libro, chiedendogli in particolare come le sue visioni religiose influenzassero la sua idea sulla Cina, ma il sinologo tedesco preferì non rispondere.

### Apologia del nazismo
In un tweet del 1º novembre 2019, Zenz sostenne che "a molti tedeschi piacquero i meccanismi di controllo di Hitler" perché "ridussero il crimine e spazzò via dalla società delle minoranze impopolari." Zenz affermò il 2º marzo 2021 che il suo tweet era stato strumentalizzato contro di lui.

### Adrian Zenz
Libri
- 'Tibetanness' Under Threat?: Neo-Integrationism, Minority Education and Career Strategies in Qinghai, P.R. China, Global Oriental, 2013, ISBN 978-9004257962.
- Adrian Zenz e Marlon L. Sias, Worthy to escape: why all believers will not be raptured before the tribulation, WestBow Press, 2012, ISBN 978-1-4497-6908-6. URL consultato il 4 aprile 2021.

Pubblicazioni
- (EN) Adrian Zenz, ‘Thoroughly reforming them towards a healthy heart attitude’: China’s political re-education campaign in Xinjiang, in Central Asian Survey, vol. 38, n. 1, 2 gennaio 2019,  pp. 102-128, DOI:10.1080/02634937.2018.1507997. URL consultato l'11 marzo 2021.
  - (EN) NEW (Sept 2018) "Thoroughly Reforming Them Towards a Healthy Heart Attitude; - China's Political Re-Education Campaign in Xinjiang. URL consultato l'11 marzo 2021. Ospitato su Academia.
- (EN) Adrian Zenz, Sterilizations, IUDs, and Mandatory Birth Control: The CCP’s Campaign to Suppress Uyghur Birthrates in Xinjiang, su The Jamestown Foundation, giugno 2020.

### Altri
- (EN) The Truth about Population Development in the Xinjiang Uighur Autonomous Region, China(Xinjiang): A Response to Adrian Zenz’s Xinjiang Report of ‘Genocide', su United Nations Documents. URL consultato l'11 marzo 2021 (archiviato dall'url originale il 6 marzo 2021).
- (EN) Convention on the Prevention and Punishment of the Crime of Genocide (PDF), su United Nations. URL consultato il 4 aprile 2021.
- (EN) National Bureau of Statistics of China, China Statistical Yearbook 2019, su stats.gov.cn, China Statistics Press. URL consultato il 5 aprile 2021.